# Rudolf Rupprecht
Rudolf Rupprecht (* 12. Januar 1940 in Berlin) ist ein deutscher Industriemanager und früherer Vorstandsvorsitzender der MAN AG (1996 bis 2004).

## Leben
Der Sohn eines Ingenieurs studierte nach dem Abitur in Straubing von 1959 bis 1966 an der TH München (Abschlüsse: Dipl.-Ingenieur und Dipl.-Wirtschaftsingenieur). Anschließend begann er als Vertriebsingenieur für Dieselmotoren bei der Maschinenfabrik Augsburg-Nürnberg AG (M.A.N.), die seinerzeit zum Gutehoffnungshütte-Konzern (GHH) gehörte. 1971 wurde er Verkaufsleiter bei der damaligen M.A.N.-Tochter Wolffkran, kehrte drei Jahre später zum Dieselmotorenbereich zurück und wurde 1981 Generalbevollmächtigter und Direktor des M.A.N.-Unternehmensbereichs Dieselmotoren. Im Zuge der Umstrukturierung von M.A.N. und ihrer einstigen Muttergesellschaft GHH zur heutigen MAN-Gruppe wurde Rupprecht 1984 Vorstandsmitglied der neu gebildeten Tochtergesellschaft MAN B&W Diesel AG, übernahm 1989 deren Vorsitz und rückte 1991 in den Konzernsvorstand von MAN auf. 1993 wurde er Vorstandschef der MAN Nutzfahrzeuge AG und übernahm schließlich 1996 den Vorstandsvorsitz des Gesamtkonzerns.
Als MAN-Chef setzte Rupprecht den Konsolidierungskurs seines Vorgängers Klaus Götte fort, indem er das Geschäftsfeld des Konzerns auf die vier Kernbereiche Nutzfahrzeuge, Dieselmotoren, Druckmaschinen (MAN Roland) und Turbomaschinen (MAN Turbo) konzentrierte und sogenannte „Randaktivitäten“ verkaufte (Schwäbische Hüttenwerke, MAN DWE, Wolffkran sowie SMS Demag). Ebenfalls in Rupprechts Amtszeit fiel die endgültige Zerschlagung der traditionsreichen MAN Gutehoffnungshütte AG, die aus dem einstigen GHH-Stammwerk in Oberhausen-Sterkrade hervorgegangen war. Profitable Bereiche wurden auf die neue Tochter MAN Turbo übertragen, der Rest ebenfalls verkauft. 
Die Erlöse aus den diversen Verkäufen nutzte Rupprecht, um vor allem die Nutzfahrzeugsparte weiter zu verstärken, z. B. durch die Übernahme des Reisebusherstellers Auwärter (Neoplan), weitere Zukäufe in Polen und Großbritannien sowie den Einstieg bei MAZ und Scania. 
Zum 1. Januar 2005 trat Rupprecht in den Ruhestand; sein Nachfolger an der Spitze des MAN-Vorstandes wurde der ehemalige Scania-Vorstand Håkan Samuelsson.

## Auszeichnungen
- Ehrendoktor der TU München (1995)
- Bundesverdienstkreuz 1. Klasse (1999)

## Mitgliedschaften
Neben dem MAN-Aufsichtsrat gehört(e) Rupprecht den Aufsichtsräten weiterer Unternehmen an: Salzgitter AG, Buderus AG, Walter Bau AG und Bilfinger Berger (seit 2008).